# Allium chlorotepalum
Allium chlorotepalum är en amaryllisväxtart som beskrevs av Reinhard M. Fritsch. Allium chlorotepalum ingår i släktet lökar, och familjen amaryllisväxter. Inga underarter finns listade i Catalogue of Life.